# 단백질 기법
단백질 메소드(영어: protein methods)는 단백질을 연구하는 데 사용되는 기술이다. 단백질을 연구하기위한 실험 방법(단백질 검출, 단백질 분리 및 정제, 단백질의 구조 및 기능을 특성화하기 등)이 있다. 일반적으로 컴퓨터 프로그램을 사용하여 단백질을 분석한다. 그러나 많은 실험 방법(예: 질량 분석법)은 미가공 데이터의 계산 분석이 필요하다.

## 유전적 방법
단백질의 실험 분석에는 일반적으로 단백질의 발현 및 정제가 필요하다. 관심있는 단백질(들)을 암호화하는 DNA를 조작함으로써 발현이 달성된다. 따라서 단백질 분석에는 일반적으로 DNA를 쓰는 방법, 특히 복제가 필요하다. 유전적 방법의 예에는 구상 번역, 부위 지향적 돌연변이 유발, 융합 단백질 사용, 대립 유전자와 질병 상태 일치가 포함된다. 그러나 일부 단백질은 구상적 번역으로 알려진 방법에 의해 알려진 전령 RNA 서열로부터 코돈을 아미노산으로 번역함으로써 직접 서열 분석된 적은 없다. 부위 지향적 돌연변이 유발은 단백질의 구조를 변화시키는 돌연변이를 선택적으로 도입한다. 이 변화의 결과로 표현형의 변화를 연구함으로써 단백질의 일부 기능을 더 잘 이해할 수 있다. 융합 단백질 사용은 추적하기 쉬운 변형된 단백질을 생성하기 위해 히스택과 같은 단백질 태그를 삽입함으로써 만들어진다. 이것의 예는 녹색 형광 단백질에 결합된 단백질로 구성되어 하이브리드 단백질을 형성하는 GFP-Snf2H이다. DNA 대립유전자를 분석함으로써 LOD 점수 계산과 같이 질병 상태와 관련된 것으로 식별 될 수 있다.

## 조직에서의 단백질 추출
세포 외 거친 조직 (예 : 생물 샘플, 정맥 조직, 연골, 피부)에서의 단백질 추출은 액체 질소에서 충격 분쇄에 의해 단백질을 추출할 수 있다. 샘플을 액체 질소에서 동결시킨 후 충격 또는 기계적 분쇄를 실시한다. 이 온도에서 샘플의 물이 매우 부서지기 때문에 샘플은 종종 미세한 조각 모음으로 감소하여 단백질 추출을 위해 용해 될 수 있다. 조직 분쇄기로 알려진 스테인레스 장치가 이러한 목적으로 사용된다.
이 장치는 소량의 시료에서 높은 수준의 단백질 추출이 된다는 장점이 있지만, 저수준의 교차 오염 가능성이 높다는 것이 단점이다.

## 단백질 정제
- 단백질 정제(Protein Purification)
- 단백질 분리(Protein Isolation)
  - 크로마토그래피(Chromatography method)
    - 이온 교환 크로마토그래피(Ion Exchange Chromatography)
    - 크기 배제 크로마토그래피 또는 겔 여과(Size-Exclusion Chromatography or Gel Filtration)
    - 친화성 크로마토그래피(Affinity Chromatography)
- 단백질 추출 및 가용화(Protein Extraction and Solubilization)
- 단백질 용액 농축(Concentrating Protein Solutions)
- 겔 전기 영동법(Gel Electrophoresis)
  - 변성 조건에서 겔 전기 영동(Gel Electrophoresis under Denaturing Conditions)
  - 비변성 조건에서 겔 전기 영동(Gel Electrophoresis under Non-denaturing Conditions)
  - 2D 겔 전기 영동(2D Gel Electrophoresis)
- 등전점전기영동법(Electrofocusing)

## 단백질 검출
상당히 작은 크기의 단백질 거대 분자는 미지의 단백질 샘플의 식별 및 정량화를 특히 어렵게한다. 공정을 단순화하기 위해 단백질 정량을 위한 몇 가지 신뢰할 수 있는 방법이 개발되었다. 이러한 방법에는 와버그-크리스천 단백질 정량법, 로우리 단백질 정량법 및 브래드퍼드 단백질 정량법(모두 분자의 흡광 특성에 의존함)이 존재한다.
브래드퍼드 단백질 정량법은 염료를 사용하여 단백질에 결합한다. 가장 일반적으로 Coomassie Brilliant Blue G-250가 사용된다. 단백질이 없으면 염료는 빨간색이지만 단백질과 결합하면 파란색으로 변한다. 염료-단백질 복합체는 파장 595nm에서 빛을 최대로 흡수하며, 1μg~60μg 정도의 시료를 분석할 수 있다. 로우리 단백질 정량법과 와버그-크리스천 단백질 정량법과는 달리 브래드퍼드 단백질 정량법은 단백질의 트립토판, 티로신 함량에 의존하지 않으므로 분석법이 더 정확할 수 있다.
로우리 단백질 정량법은 뷰렛 분석법과 유사하지만 정량에 더 정확한 폴린(Folin)시약을 사용한다. 폴린 시약은 산성 조건에서만 안정적이며 이 방법은 검사된 단백질에 트립토판과 티로신의 양에 따라 결과가 왜곡 될 수 있다. 폴린 시약은 트립토판 및 티로신에만 결합하는데, 이는 두 아미노산의 농도가 민감성에 영향을 미친다는 것을 의미한다. 이 방법은 브래드퍼드 단백질 정량법과 유사한 농도 범위에서 민감하지만, 적은 양의 단백질로도 검출이 가능하다.
와버그-크리스천 단백질 정량법은 자연 발생 흡광도 범위에서 단백질을 검출한다. 대부분의 단백질은 트립토판과 티로신의 존재로 인해 280nm에서 빛을 매우 잘 흡수하지만, 이 방법에 의존하는 아미노산의 양은 다양하다.

### 총단백질만을 검출하는 비특이적 방법
- 흡광도(Absorbance) : 280nm~215nm에서의 흡광도 읽기. 매우 부정확 할 수 있다. 100μg/mL~1mg/mL 범위의 검출. 260/280에서 측정한 흡광도 비율은 샘플의 순도/오염도을 나타낼 수 있다(순수 샘플의 비율은 <0.8).
- 브래드퍼드 단백질 정량법(Bradford Protein Assay) : ~1mg/mL 범위의 검출.
- 뷰렛 반응(Biuret Test Derived Assays)
  - Bicinchoninic Acid 단백질 정량법(BCA 분석) : 0.5μg/mL까지 검출.
  - 로우리 단백질 정량법(Lowry Protein Assay) : 0.01~1.0mg/mL 범위의 검출.
- 플루오레사민(Fluorescamine) : 아미노산에 1차 아민이 존재하는 경우, 용액에서 단백질 및 펩타이드를 정량한다.
- 아미도 블랙법(Amido Black Assay) : 1~12μg/mL 범위의 검출.
- 콜로이드 금(Colloidal Gold) : 20~640ng/mL 범위의 단백질 검출.
- 질소 검출(Nitrogen detection)
  - 키엘달법(Kjeldahl method) : 식품에 주로 사용되며 재료의 산화가 필요하다.
  - 뒤마법(Dumas method) : 주로 음식에 사용되며 재료의 연소가 필요하다.

### 단일 단백질의 양을 탐지 할 수 있는 특이적 방법
- 분광법(Spectrometry methods)
  - 고성능 액체 크로마토그래피(High Performance Liquid Chromatography, HPLC) : 단백질 또는 펩타이드를 검출하는 크로마토그래피법.
  - 액체크로마토그래피 질량 분석(Liquid Chromatography–Mass Spectrometry, LC/MS) : 약물동태학과 같은 혈액 및 체액에서 저농도 (ng/mL~pg/mL)의 단백질을 탐지 할 수 있다.
- 항체 의존적 방법(Antibody Dependent Methods)
  - 효소 결합 면역 침강 분석법(Enzyme-Linked ImmunoSorbent Assay, ELISA) : 매우 정확한 단백질 정량법으로 pg/mL까지 검출 할 수 있다.
  - 단백질 면역 침전(Protein Immunoprecipitation) : 특정 단백질에 특이적으로 결합하는 항체를 사용하여 용액에서 단백질 항원을 침전시키는 기술이다.
  - 면역 전기 영동(Immunoelectrophoresis) : 전기 영동 및 항체와의 반응을 기반으로 단백질의 분리 및 특성을 알 수 있다.
  - 웨스턴 블랏(Western Blot) : 조직 균질이나 추출물 샘플에서 특정 단백질을 검출하기 위해 항체와 함께 배양하는 단백질 정량법이다.
  - 단백질 면역 염색(Protein Immunostaining)

## 단백질 구조
- 엑스선 결정학(X-ray Crystallography)
- 단백질 NMR(Nuclear Magnetic Resonance Spectroscopy of Proteins)
- 저온전자현미경(Cryo-Electron Microscopy)
- 엑스선 작은각 산란(Small-Angle X-ray Scattering)
- 원이색법(Circular Dichroism)

## 단백질과의 상호 작용
- 단백질 족적(Protein Footprinting)

### 단백질-단백질 상호 작용
- 효모단백질잡종법(Yeast Two-Hybrid System)
- 단백질 단편 보완 분석(Protein Fragment Complementation Assay)
- 공동 면역 침강(Co-Immunoprecipitation)
- 친화성 정제 및 질량 분석(Affinity Purification and Mass Spectrometry)
- 근접 결찰 분석(Proximity Ligation Assay)

### 단백질-DNA 상호 작용
- 칩 온 칩(ChIP-on-chip)
- 칩 시퀀싱(Chip-sequencing)
- DamID
- Microscale Thermophoresis

### 단백질-RNA 상호 작용
- Toeprinting 분석법(Toeprinting Assay)
- TCP-seq

## 컴퓨터를 이용한 방법
- 분자동역학(Molecular Dynamics)
- 단백질 구조 예측(Protein Structure Prediction)
- 단백질 서열 정렬(Protein Sequence Alignment, BLAST를 포함한 서열 비교)
- 단백질 구조 정렬(Protein Structural Alignment)
- 단백질 온톨로지(Protein Ontology)

## 다른 방법
- 수소-중수소 교환법(Hydrogen–deuterium Exchange)
- 질량 분석(Mass Spectrometry)
- 단백질 시퀀싱(Protein Sequencing)
- 단백질 합성(Protein Synthesis)
- 단백체학(Proteomics)
- 펩타이드 질량 지문 추적법(Peptide Mass Fingerprinting)
- 리간드 결합 분석(Ligand Binding Assay)
- 이스턴 블랏(Eastern Blot)
- 대사 라벨링(Metabolic labeling)
  - 무거운 동위 원소 라벨링(Heavy Isotope Labeling)
  - 방사성 동위 원소 라벨링(Radioactive Isotope Labeling))

## 같이 보기
- CSH 프로토콜